# 阿旺柏沙站
阿旺柏沙站位於马来西亚吉隆坡武吉加里尔4/155路。本站属于大城堡延长线路，于2015年10月31日正式开始营业。本站也备有往返武吉加里尔柏威年广场的免费双层穿梭巴士，每40分钟一班（特定时间休息）。

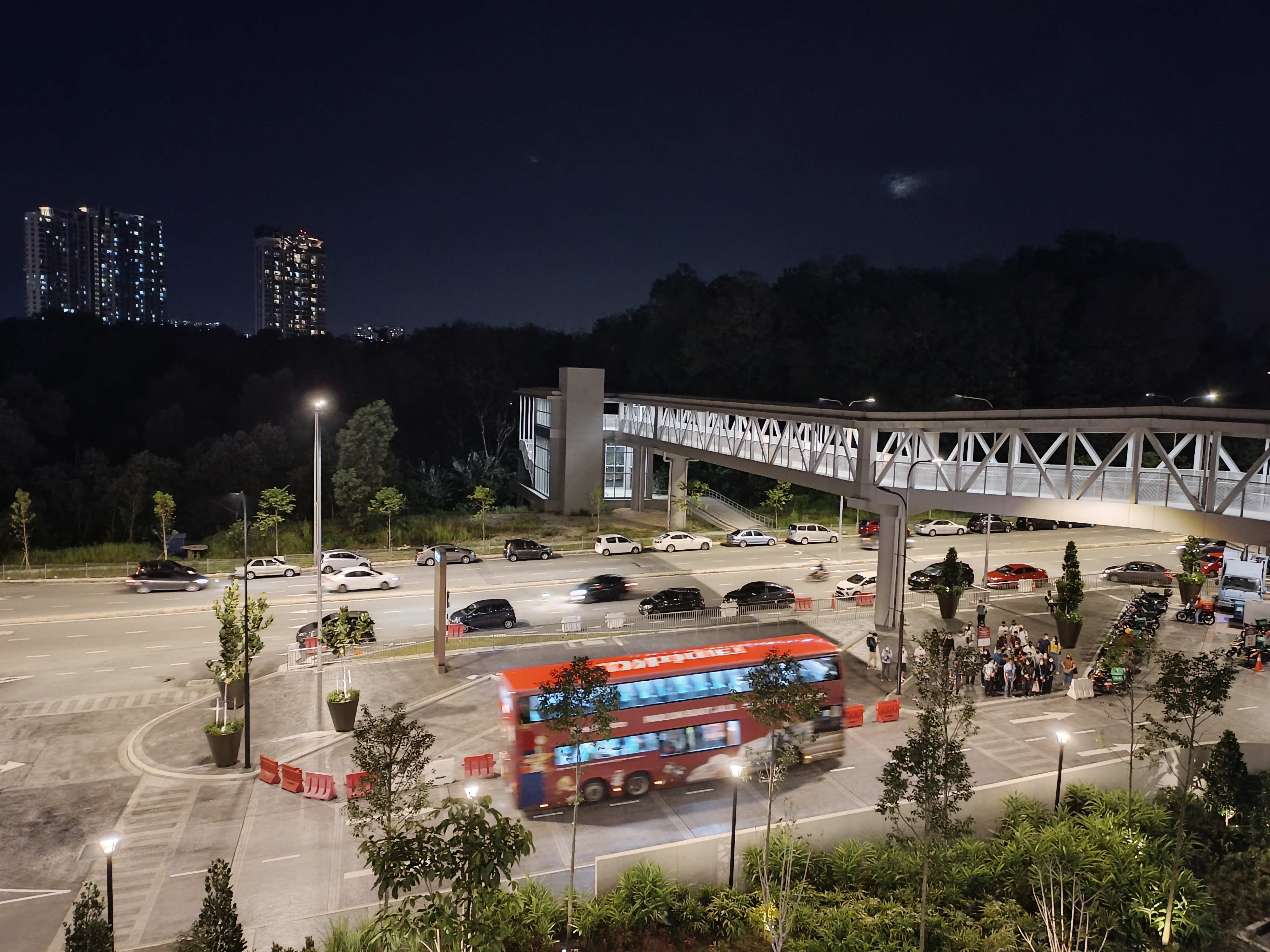
夜晚的柏威年广场免费双层穿梭巴士

## 车站概要
本站属于大城堡线延长线，于2015年10月31日开始运营。车站仅有一个位于西侧的主入口，并可通过4/155路的支路进出。车站大厅位于一楼。验票闸门、自动售票机和服务柜台皆位于此楼。站台层则位于二楼，为岛式结构。

## 车站周边
- 武吉华联公寓（Bukit OUG）
- 武吉加里尔共济会会所